# Wiktor Grigorjewitsch Zarjow
Wiktor Grigorjewitsch Zarjow (russisch Виктор Григорьевич Царёв; * 2. Juni 1931 in Moskau; † 2. Januar 2017) war ein russischer Fußballspieler und -trainer.

## Laufbahn

### Verein
Zarjow begann seine Laufbahn 1955 beim FK Dynamo Moskau, mit dem er vier  sowjetische Meistertitel gewann.

### Nationalmannschaft
Bei der Fußball-Weltmeisterschaft 1958 gehörte er zum Aufgebot der sowjetischen Auswahlmannschaft. Zarjow nahm an der Fußball-Europameisterschaft 1960 in Frankreich teil und gewann mit der sowjetischen Auswahl den Titel.

## Erfolge
- Europameister 1960 mit der Sowjetunion
- Sowjetischer Meister: 1955, 1957, 1959, 1963